# Langdon West
Langdon West (Camden, 11 gennaio 1886 – New York, 27 luglio 1947) è stato un regista statunitense del cinema muto.

## Biografia
Nato nel New Jersey a Camden, si conoscono pochi dati sulla sua biografia. Figlio dell'attore William West (o William Langdon West), girò il suo primo film A Fragment of Ash nel 1914 per la Edison Company, compagnia per cui continuò a lavorare nei suoi due anni di attività come regista. 
Nella sua carriera, si contano venticinque regie. Tutti i film furono girati tra il 1914 e il 1915.

## Filmografia
- A Fragment of Ash - cortometraggio (1914)
- The Case of the Vanished Bonds - cortometraggio (1914)
- The Hand of Iron - cortometraggio (1914)
- The New Partner - cortometraggio (1914)
- A Moment of Madness - cortometraggio (1914)
- Dickson's Diamonds - cortometraggio (1914)
- The Temple of Moloch - cortometraggio (1914)
- The Man Who Vanished - cortometraggio (1914)
- Mr. Daly's Wedding Day - cortometraggio (1914)
- The Girl of the Gypsy Camp (1915)
- The Banker's Double
- The Life of Abraham Lincoln (1915)
- For the Man She Loved (1915)
- Killed Against Orders
- A Woman's Revenge (1915)
- The Landing of the Pilgrims
- Poisoned by Jealousy
- Her Proper Place
- Sally Castleton, Southerner
- The Corporal's Daughter
- Not Wanted (1915)
- What Happened on the Barbuda
- An Unwilling Thief
- Friend Wilson's Daughter
- The Ring of the Borgias
- The Magistrate's Story
- Mary (1915)